# Duke of Earl
Duke of Earl est un single du chanteur américain Gene Chandler qu'il a écrit avec Earl Edwards (en) et Bernice Williams (en) en 1961. Le single atteint la première place du Billboard Hot 100 en février 1962 et y reste trois semaines. Le succès du titre fait que Chandler prend le surnom de « Duke of Earl » pour ses chansons suivantes. 
Le single entre au Grammy Hall of Fame en 2002. Elle est également sélectionnée par le Rock and Roll Hall of Fame, en 1995, comme l'une des « 500 chansons qui ont façonné le rock 'n' roll ».